# Automotrici FTC 16-17
Le FTC 16-17 sono due automotrici elettriche a corrente continua a 4 kV che hanno prestato servizio sulla ferrovia Torino-Ceres.

## Storia

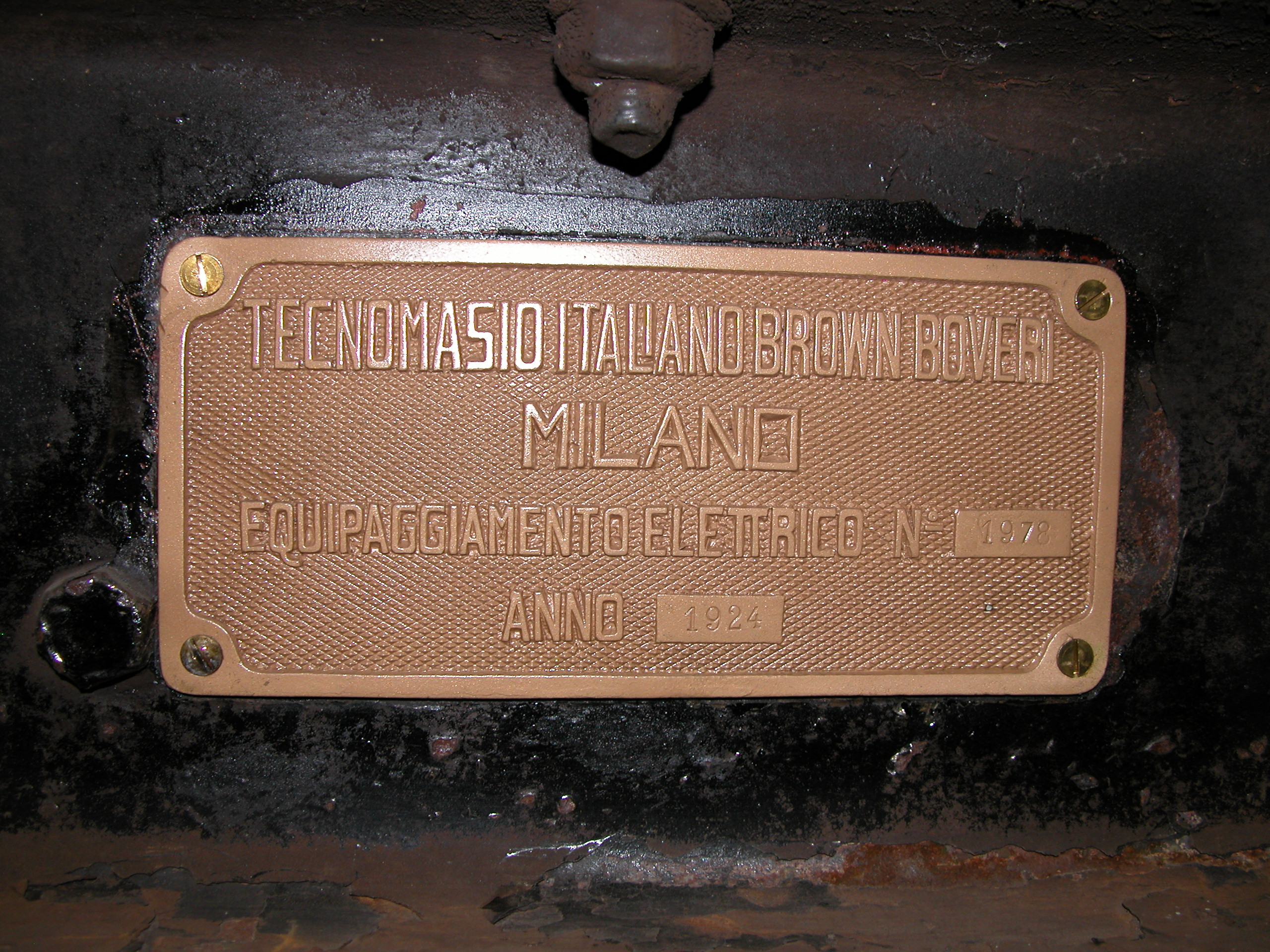
La targa con il numero di serie (nº 1978) e l'anno di costruzione (1924) sul longherone del telaio dell'automotrice.

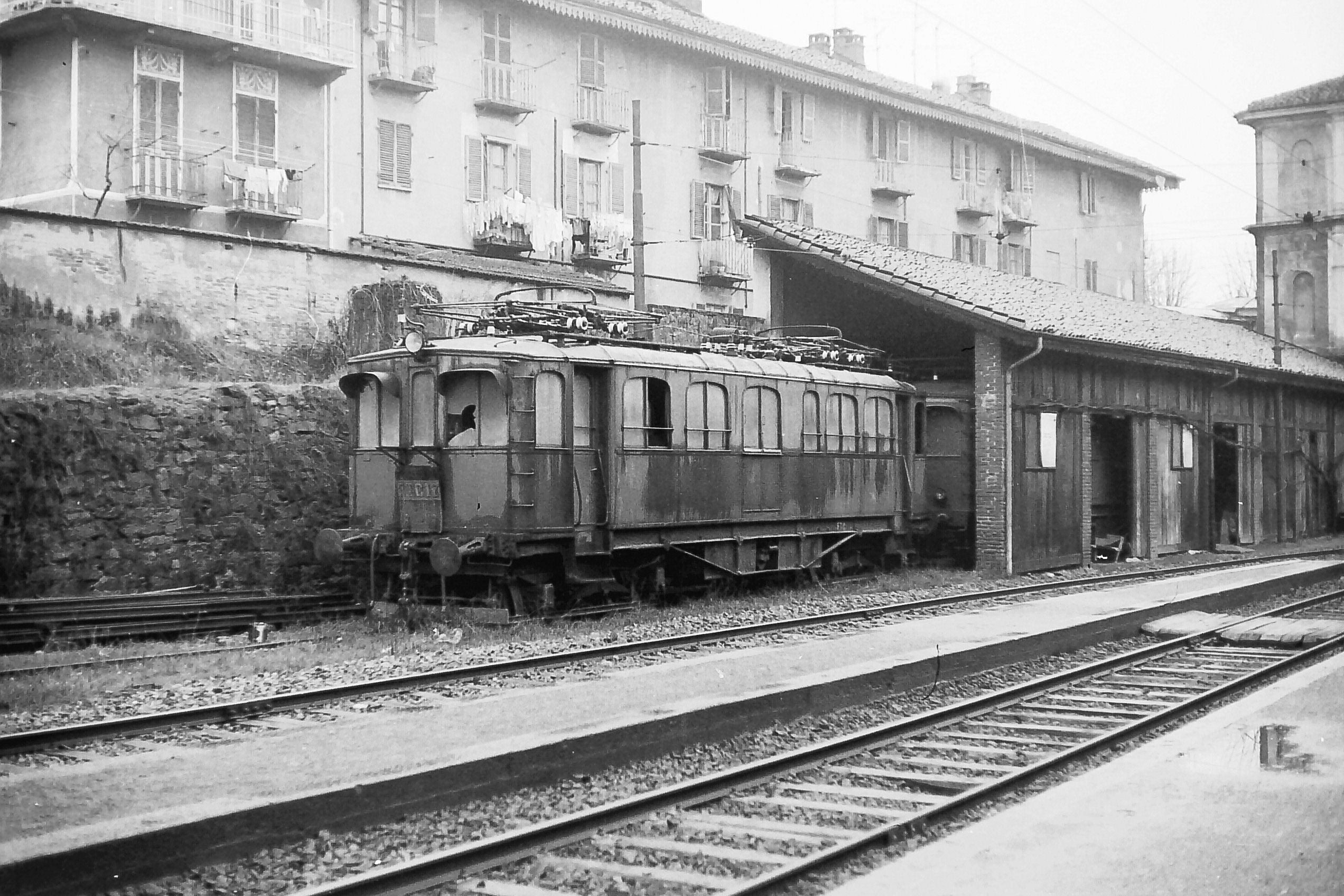
Le automotrici FTC 17 e FTC 16 (sotto la tettoia) accantonate nella stazione di Venaria il 9 aprile 1975.

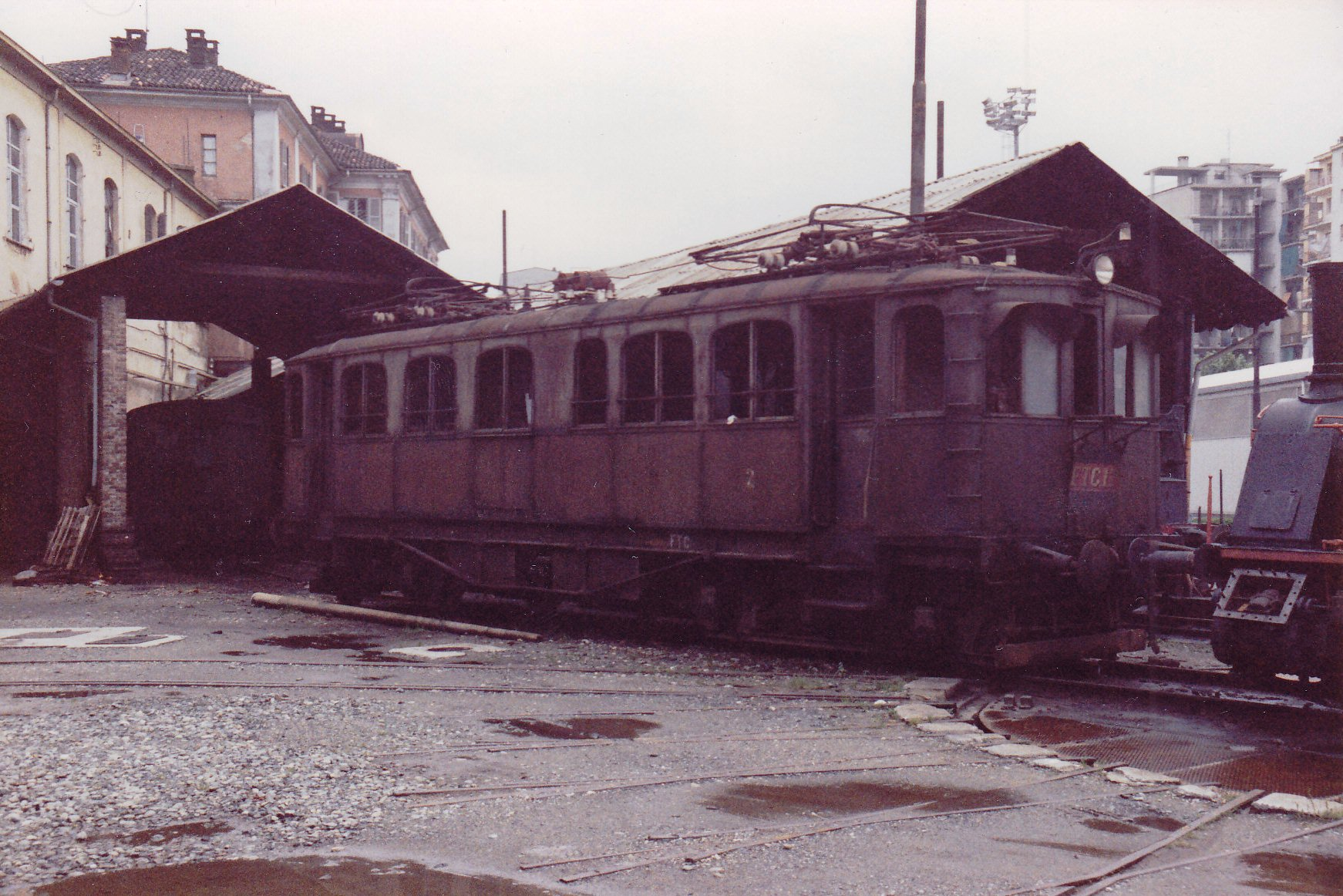
L'elettromotrice FTC 17 accantonata nella stazione di Torino Porta Milano nel 1988.

L'ipotesi di adottare automotrici elettriche sulla Torino-Ceres fu presa in considerazione fin dagli studi preliminari per l'adozione della trazione elettrica, tant'è vero che nel 1914 la Maschinenfabrik Augsburg Nürnberg (MAN – Fabbrica di Macchine di Augusta e Norimberga) presentò il progetto esecutivo di un veicolo automotore con cassa simile a quella delle carrozze che furono poi fornite nel 1920.
Successivamente il Tecnomasio Italiano Brown Boveri (TIBB) presentò due progetti: quello del 1923, detto "versione corta", prevedeva una sorta di locomotiva allungata a 14.050 mm con 16 posti di seconda classe e 31 di terza; quello del 1924 prevedeva un'elettromotrice in  "versione lunga" di 17.300 mm fuori respingenti, con 17 posti di seconda classe e 50 di terza.
Nel 1924 fu deciso l'acquisto di due automotrici secondo lo schema in "versione corta" con parte elettrica TIBB, ma con cassa e parte meccanica realizzata dalle Officine Moncenisio di Condove, con caratteristiche simili alle carrozze a carrelli ordinate dalla F.T.C.L. alla stessa officina. Ne risultarono due veicoli con una lunghezza fuori respingenti di 14.230 mm che potevano ospitare 16 passeggeri in prima classe e 31 in terza.
Le fonti non concordano sulla data di consegna: alcune la pongono nel 1923, ma ciò contrasta con le date di approvazione ministeriale apposte sui disegni, che risalgono al luglio 1924 e, soprattutto, con l'anno 1924 stampigliato sulla targa identificativa del Tecnomasio Italiano Brown Boveri apposta sul longherone del telaio della FTC 16.
La livrea prevedeva le due tonalità di marrone, scuro e chiaro, con la marcatura F.T.C.L. seguita dalle matricole 16 e 17 sulle testate.

Come avvenne per le locomotive elettriche 11-15, la numerazione 16–17 rimase sempre invariata, ma la sigla fu cambiata in F.T.N. (Ferrovie Torino Nord) nel 1933 e in F.T.C. (Ferrovia Torino Ceres) nel 1962.
Le automotrici, soprannominate in piemontese pite (tacchine) per la tipica andatura ancheggiante, fecero servizio in linea fino all'inizio degli anni 1970 e furono successivamente accantonate nella rimessa della stazione di Venaria (la FTC 17 il 16 aprile 1969 e la FTC 16 l'11 marzo 1973), da dove furono spostate verso la fine degli anni ottanta, in occasione della demolizione della rimessa stessa, per consentire il raddoppio del binario e la conseguente ricostruzione della stazione.
La FTC 17 fu successivamente demolita per fornire pezzi di ricambio per la FTC 16, di cui era previsto il restauro.
La FTC 16 parzialmente restaurata fu esposta il 13 giugno 2010 nella stazione di Torino Porta Milano in occasione di una «giornata porte aperte» organizzata dal Museo Ferroviario Piemontese, manifestazione ripetuta il 13 maggio 2012.

## Caratteristiche

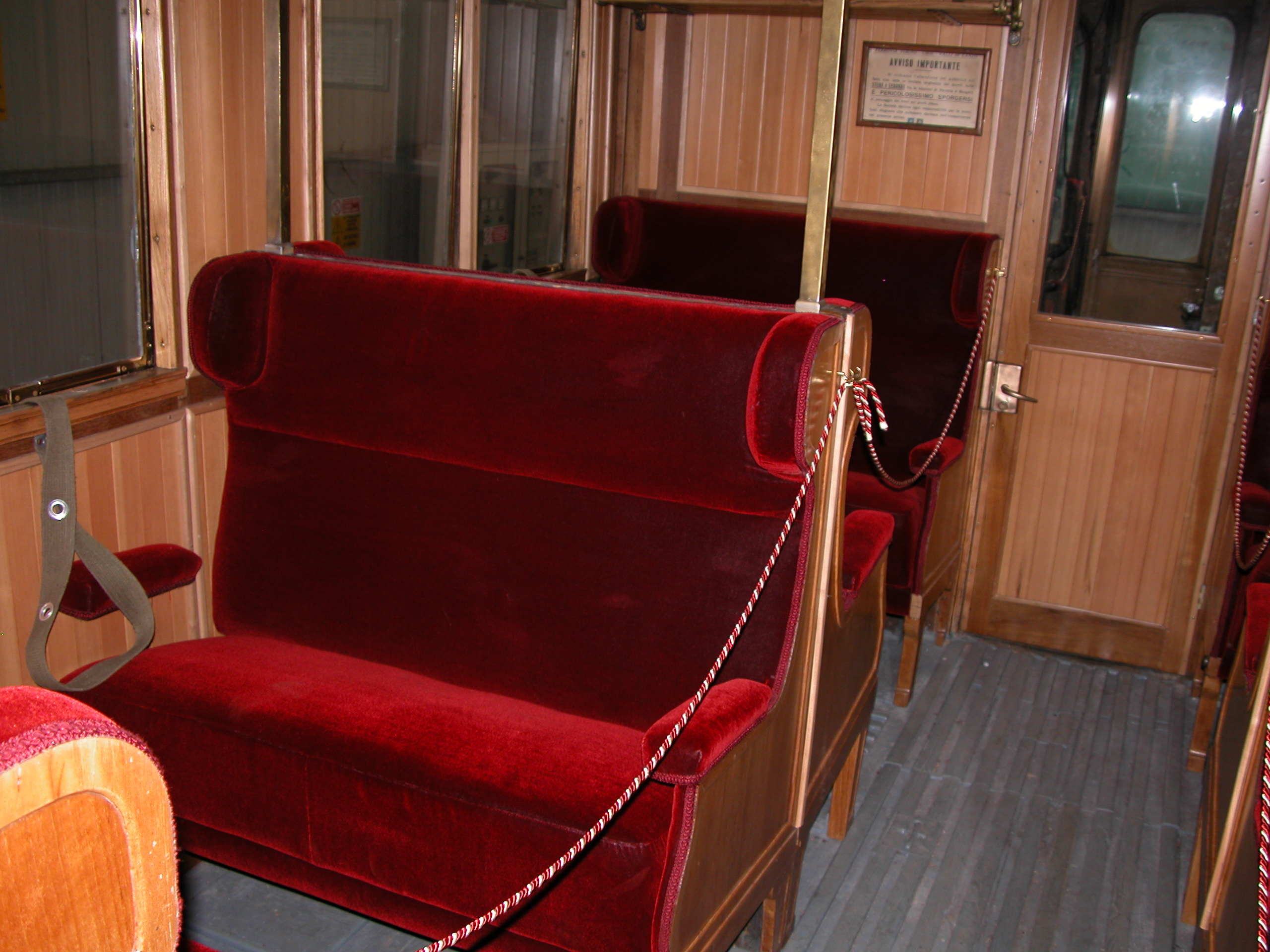
Ambiente di 1ª classe, arredato con eleganti divanetti rivestiti di velluto rosso.

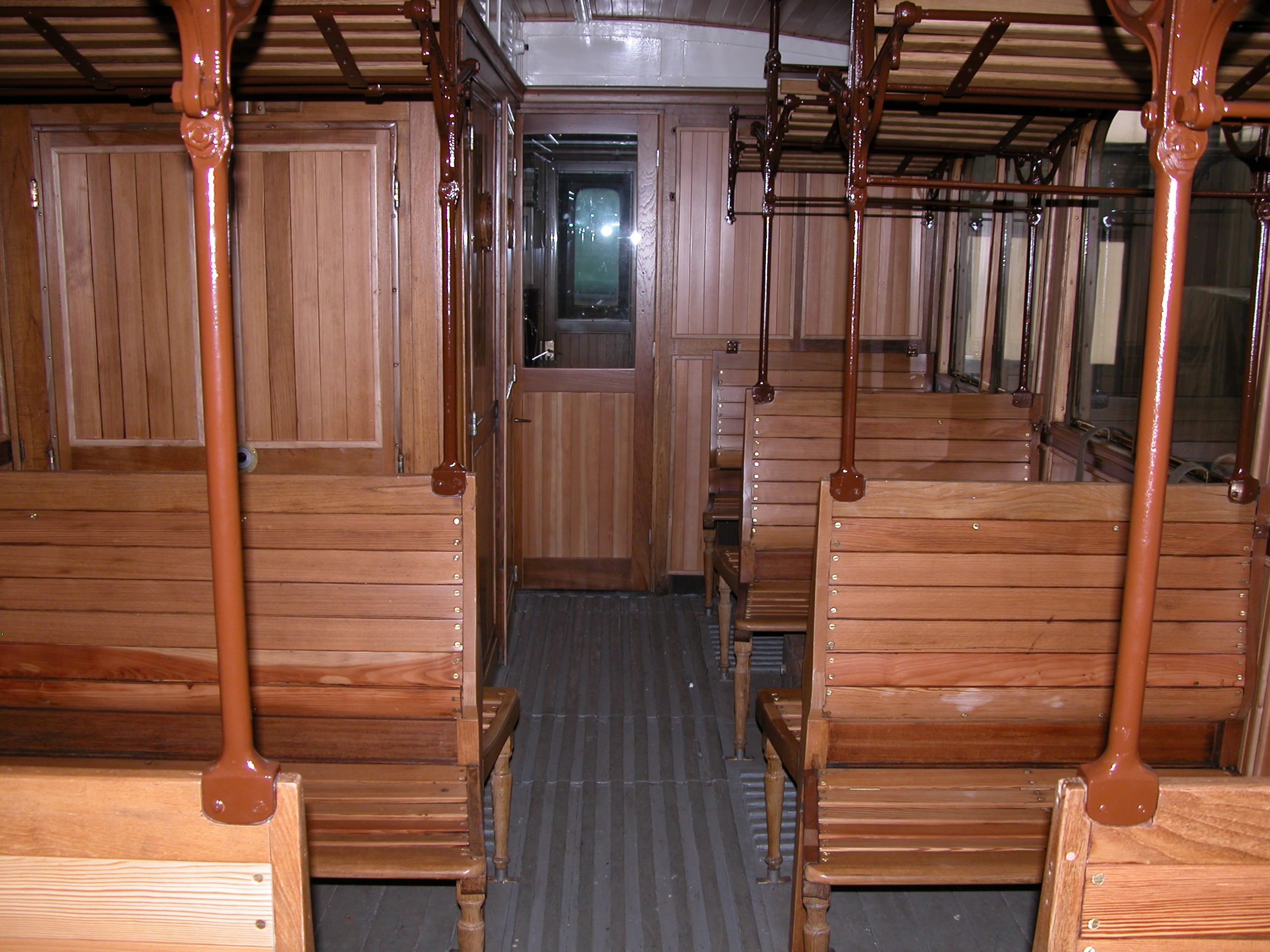
Ambiente di 2ª classe (ex 3ª classe), arredato con panche di legno.

La realizzazione delle automotrici, già previste dagli studi preliminari per l'elettrificazione della linea, fu ritardata dalla difficoltà di sistemare le apparecchiature elettriche senza sottrarre eccessivo spazio all'ambiente destinato ai viaggiatori.
Il problema fu risolto disponendo le apparecchiature ad alta tensione in una cabina posta al centro della cassa, nell'ambiente di terza classe, ed eliminando l'ingombrante gruppo convertitore a bassa tensione per i circuiti ausiliari, sostituito da batterie di accumulatori caricate da una dinamo collegata agli assi. Furono inoltre posizionati all'esterno i reostati d'avviamento, rendendo inutili i ventilatori per il raffreddamento forzato.
Le altre apparecchiature elettriche erano le stesse delle locomotive 11-15, anch'esse di realizzazione TIBB; mancava però dall'origine il circuito di indebolimento di campo dei motori, soppresso nel frattempo sulle locomotive a causa di ripetuti problemi di scintillio ai collettori.
Ne risultò un veicolo a due carrelli ad aderenza parziale con rodiggio (1A)(A1), mosso da due motori applicati sulla sala interna di ciascun carrello, il cui diametro ruote era maggiore di quello della sala portante.
La cassa era dotata di due cabine di guida alle estremità, a cui davano adito i vestiboli di accesso alla zona viaggiatori. Quest'ultima comprendeva un ambiente di prima classe a 16 posti, distribuiti su otto sedili imbottiti biposto disposti su due file ed affacciati a due a due, e un ambiente di terza classe a 31 posti, separato da una porta di comunicazione. L'ambiente di terza classe era dotato di sedili di legno disposti su due file composte da otto sedili biposto affacciati a due a due sul lato opposto alla cabina ad alta tensione e cinque sedili triposto sistemati analogamente lungo l'altra fiancata. Non era prevista la latrina.
Le automotrici, che potevano svolgere compiti limitati a servizi leggeri e veloci, avevano una prestazione di 100 tonnellate a 70 km/h, in pratica la motrice più due carrozze a carrelli, tra Torino e Germagnano, che scendeva a 66 tonnellate a 47 km/h, cioè motrice più una carrozza a carrelli, sulla tratta da Germagnano a Ceres dove si riscontravano pendenze del 35‰.

## Galleria d'immagini

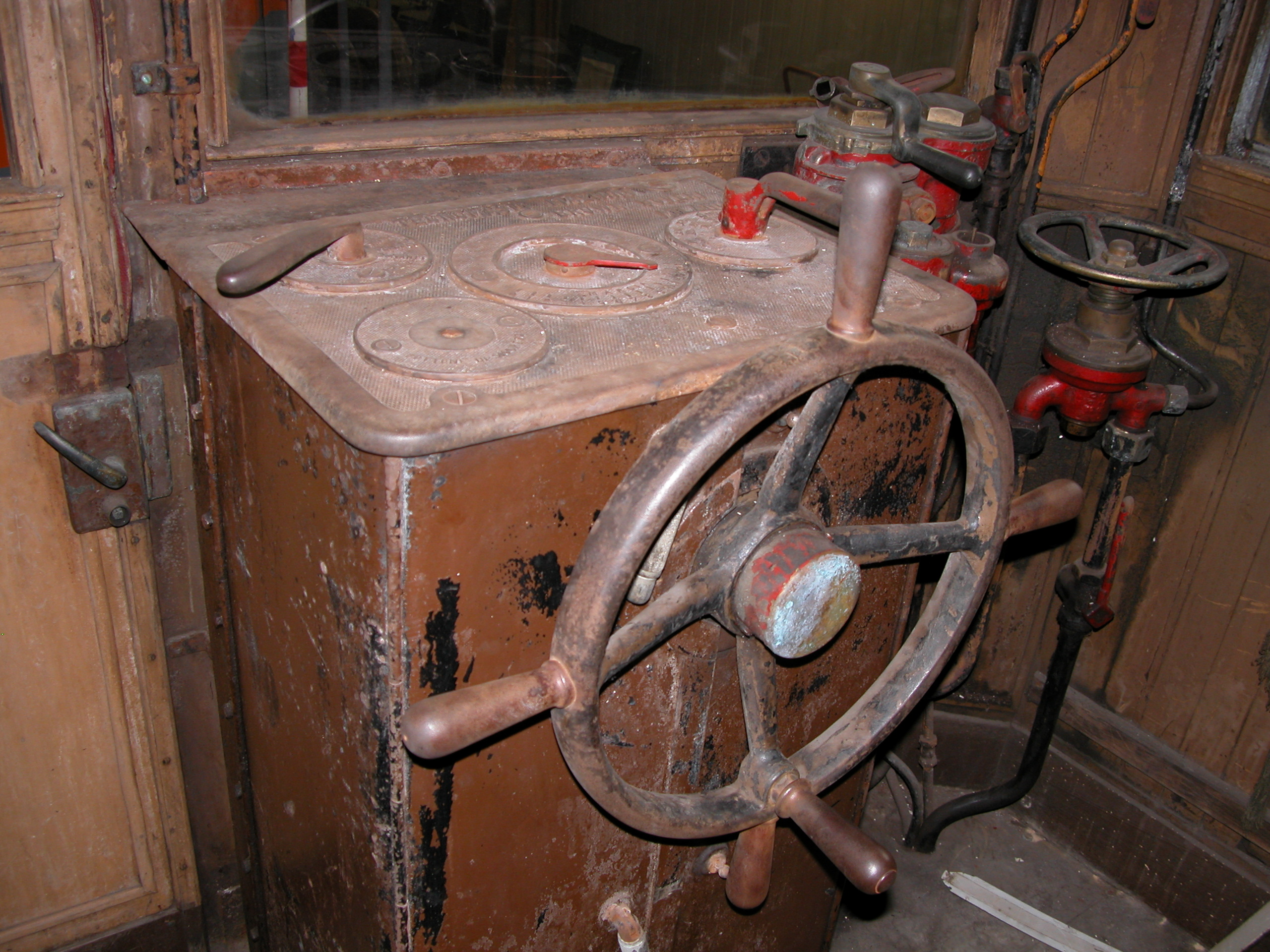
Il combinatore di trazione nella cabina posteriore della FTC 16.
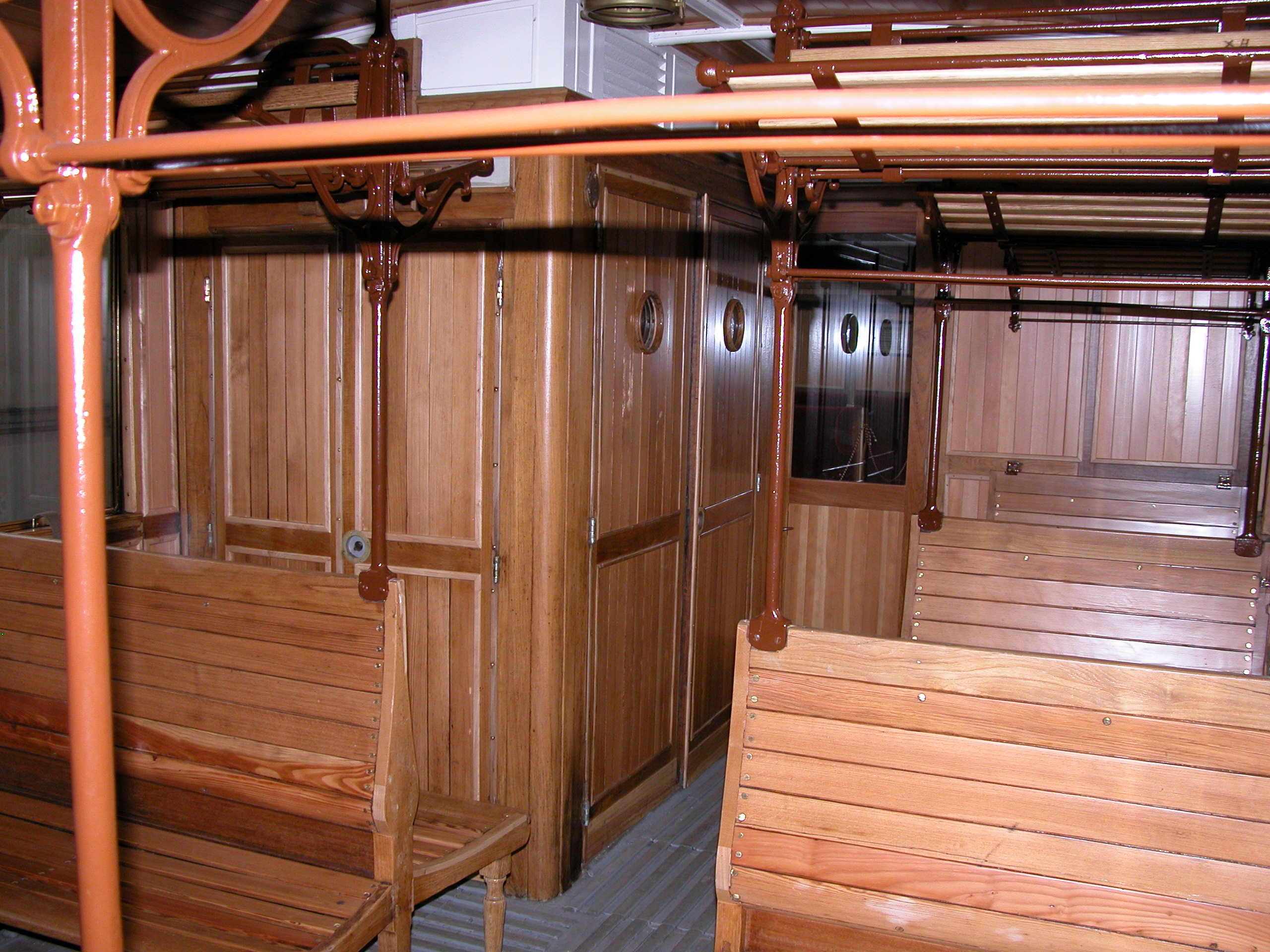
La cabina Alta Tensione nell'ambiente di 2ª classe (ex 3ª classe).
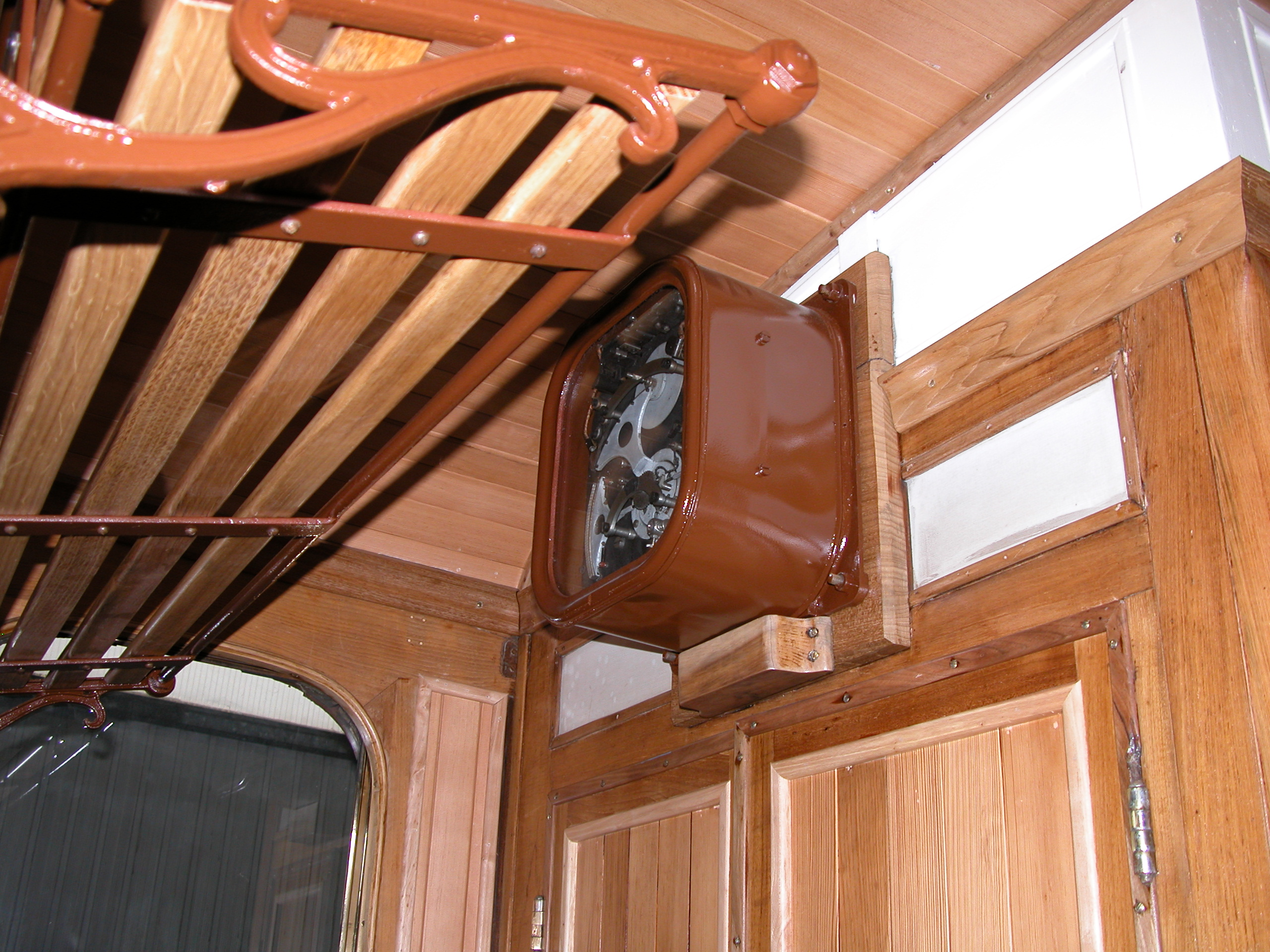
Il regolatore di tensione della dinamo sulla parte superiore della cabina Alta Tensione della FTC 16.